# Свет (тарот карта)
Свет (XXI) је 21. адут или карта Велике Аркане у шпилу тарота. Може се уградити као последња карта Велике Аркане или секвенце тарот адута (прва или последња опција је „Луда“ (0). Повезује се са 21. словом хебрејског алфабета, 'Шин' се такође пише као 'Син'.

## Опис
У традиционалном тароту из Марсеја, као и у каснијем тарот шпилу Рајдер-Вејт, гола жена лебди или плеше изнад Земље држећи штап у свакој руци, окружена венцем, док је посматрају четири жива бића (или хајот) јеврејске митологије: човек, лав, во и орао. Овај приказ је паралелан са тетраморфом који се користи у хришћанској уметности, где се четири створења користе као симболи четири јеванђелиста. Неки астролошки извори објашњавају ове посматраче као представнике природног света или царства звери. Према астролошкој традицији, лав је зодијачки Лав — ватрени знак, бик или теле је Бик — земљани знак, човек је Водолија — ваздушни знак, а орао је Шкорпија — водени знак. Ови знакови су четири фиксна знака и представљају класична четири елемента.
У неким шпиловима венац је заправо уробор који гризе сопствени реп. У Тот тароту који је дизајнирао Алистер Кроули, ова карта се зове „Универзум”.

## Тумачење
Према књизи А. Е. Вејта из 1910. Сликовни кључ тарота, карта Свет носи неколико гатачких асоцијација:
21. СВЕТ — Загарантован успех, надокнада, путовање, рута, пресељење, лет, промена места. Обратно: Инерција, фиксираност, стагнација, постојаност.
Свет представља завршетак циклуса живота, станку у животу пре следећег великог циклуса који почиње са Лудом. Фигура је мушко и женско, изнад и испод, виси између неба и земље. То је потпуност. Такође се каже да представља космичку свест; потенцијал савршеног сједињења са Изворном Моћи универзума. То нам говори да је врхунац срећа вратити нешто Свету: делити оно што смо научили или стекли. Као што је описано у књизи енгл. The New Mythic Tarot аутора Џулијет Шарман-Берк и Лиз Грин (стр. 82), слика жене (хермафродит у грчкој митологији) треба да покаже целовитост која није повезана са сексуалном идентификацијом, већ комбинована мушка и женска енергија на унутрашњем нивоу, који интегрише супротне особине које настају у личности набијене обема енергијама. На овој карти су спојене супротне особине између мушкарца и жене које стварају немир у нашем животу, а слика да постанемо цели је идеалан циљ, а не нешто што се може поседовати, а не постићи.